# شهدخوار جاوه‌ای
شهدخوار جاوه‌ای (نام علمی: Aethopyga mystacalis) نام یک گونه از سرده شهد خواران درخشان است.